# Louis Menges
Pour les articles homonymes, voir Menges.
Louis John  Menges, né le 30 octobre 1888 à East Saint Louis et mort le 10 mars 1969 à Harlingen est un joueur de soccer américain.

## Biographie
Il est surtout connu pour avoir été le gardien de but pour le Christian Brothers College High School (en) lors du tournoi olympique de football de 1904
Après avoir obtenu son diplôme en génie civil en 1907, il devient ingénieur pour les Missouri Pacific Lines. En 1910, il occupe le poste d'ingénieur adjoint à East Saint Louis, avant de se lancer dans l'immobilier dans les années 1910.
En 1916, Menges s'engage dans l'armée et sert pendant 2 ans en Europe, où il est blessé trois fois et reçoit la Distinguished Service Cross et la Purple Heart. Après avoir terminé son service militaire, il retourne aux États-Unis en tant que premier lieutenant.
En 1920, il achète le Grand Theatre à East Saint Louis. Deux ans plus tard, il construit le New State Theatre et six ans plus tard, il devient propriétaire du Columbia Theatre dans la même ville. Il devient associé commercial avec la Costello-Menges Battery Company en 1931.
Plus tard, Menges devient sénateur d'État en Illinois de 1934 à 1943, laissant derrière lui un héritage marquant dans le monde des affaires et de la politique.